# Ronde van Lombardije 1929
De Ronde van Lombardije 1929 was de 25e editie van deze eendaagse Italiaanse wielerwedstrijd, en werd verreden op zaterdag 26 oktober 1929. Het parcours leidde van Milaan naar Milaan en ging over een afstand van 238 kilometer. De wedstrijd werd gewonnen door de Italiaan Pietro Fossati in een sprint. 
De Italiaan Mario Bianchi eindigde als tweede maar werd teruggezet naar de zevende plaats.

## Uitslag
| Ronde van Lombardije 1929 |                  |                   |          |
| Plaats                    | Naam             | Ploeg             | Tijd     |
| Winnaar                   | Pietro Fossati   | Maino-Clément     | 8u13'10" |
| 2                         | Adriano Zanaga   | Touring           | z.t.     |
| 3                         | Raffaele Di Paco |                   | z.t.     |
| 4                         | Felice Gremo     | Ideor             | z.t.     |
| 5                         | Felice Gremo     | Maino-Clément     | z.t.     |
| 6                         | Luigi Barral     |                   | z.t.     |
| 7                         | Mario Bianchi    | Legnano-Torpedo   | z.t.     |
| 8                         | Piero Bestetti   | Bianchi-Pirelli   | +3'40"   |
| 9                         | Adolfo Martelli  | Bianchi-Pirelli   | z.t.     |
| 10                        | Ambrogio Morelli | Gloria-Hutchinson | z.t.     |

1905 · 1906 · 1907 · 1908 · 1909 · 1910 · 1911 · 1912 · 1913 · 1914 · 1915 · 1916 · 1917 · 1918 · 1919 · 1920 · 1921 · 1922 · 1923 · 1924 · 1925 · 1926 · 1927 · 1928 · 1929 · 1930 · 1931 · 1932 · 1933 · 1934 · 1935 · 1936 · 1937 · 1938 · 1939 · 1940 · 1941 · 1942 · 1943 · 1944 · 1945 · 1946 · 1947 · 1948 · 1949 · 1950 · 1951 · 1952 · 1953 · 1954 · 1955 · 1956 · 1957 · 1958 · 1959 · 1960 · 1961 · 1962 · 1963 · 1964 · 1965 · 1966 · 1967 · 1968 · 1969 · 1970 · 1971 · 1972 · 1973 · 1974 · 1975 · 1976 · 1977 · 1978 · 1979 · 1980 · 1981 · 1982 · 1983 · 1984 · 1985 · 1986 · 1987 · 1988 · 1989 · 1990 · 1991 · 1992 · 1993 · 1994 · 1995 · 1996 · 1997 · 1998 · 1999 · 2000 · 2001 · 2002 · 2003 · 2004 · 2005 · 2006 · 2007 · 2008 · 2009 · 2010 · 2011 · 2012 · 2013 · 2014 · 2015 · 2016 · 2017 · 2018 · 2019 · 2020 · 2021 · 2022 · 2023 · 2024 · 2025